# Pyrrhyllis pyrrhyllis
Pyrrhyllis pyrrhyllis är en insektsart som beskrevs av George Willis Kirkaldy 1906. Pyrrhyllis pyrrhyllis ingår i släktet Pyrrhyllis och familjen vedstritar. Inga underarter finns listade i Catalogue of Life.